# Krašov (hrad)
Krašov je zřícenina hradu v Plzeňském kraji, jedenáct kilometrů od Kralovic v okrese Plzeň-sever. Hrad se nachází na skalnaté ostrožně nad vtokem Brodeslavského potoka do Berounky v nadmořské výšce 310 metrů nedaleko vsi Bohy, asi 1,2 kilometru severně od osady Krašov. Od roku 1964 je chráněn jako kulturní památka.
Šlechtický hrad byl založen v první třetině třináctého století nejspíše Jetřichem z rozrodu Hroznatovců. Jeho potomky ve vlastnictví hradu vystřídali ve čtrnáctém století Švihovští z Rýzmberka, kteří jej koncem sedmdesátých let téhož století prodali Kolovratům. I když pro ně Krašov nepředstavoval hlavní sídlo, patřil jim až do roku 1529. Od Kolovratů hrad převzali Svitákové z Landštejna a po nich se další majitelé rychle střídali. Ještě v osmnáctém století Krašov sloužil potřebám mnichů z plaského kláštera, ale po jeho zrušení se nepotřebné sídlo rychle proměnilo ve zříceninu.
Stavba hradu prošla složitým stavebním vývojem. Krašov patří mezi hrady bergfritového typu, ale v první stavební fázi byl bergfrit nahrazen jednodušší věžicí. Skutečný bergfrit byl v přední části hradního jádra postaven ve druhé polovině třináctého století. Rozvoj palných zbraní si ve druhé polovině patnáctého století vynutil stavbu nového opevnění předhradí, včetně předsunuté bašty. V blíže neznámé době po roce 1529 byl hrad renesančně přestavěn a v osmnáctém století proběhly nevelké barokní úpravy.

## Historie

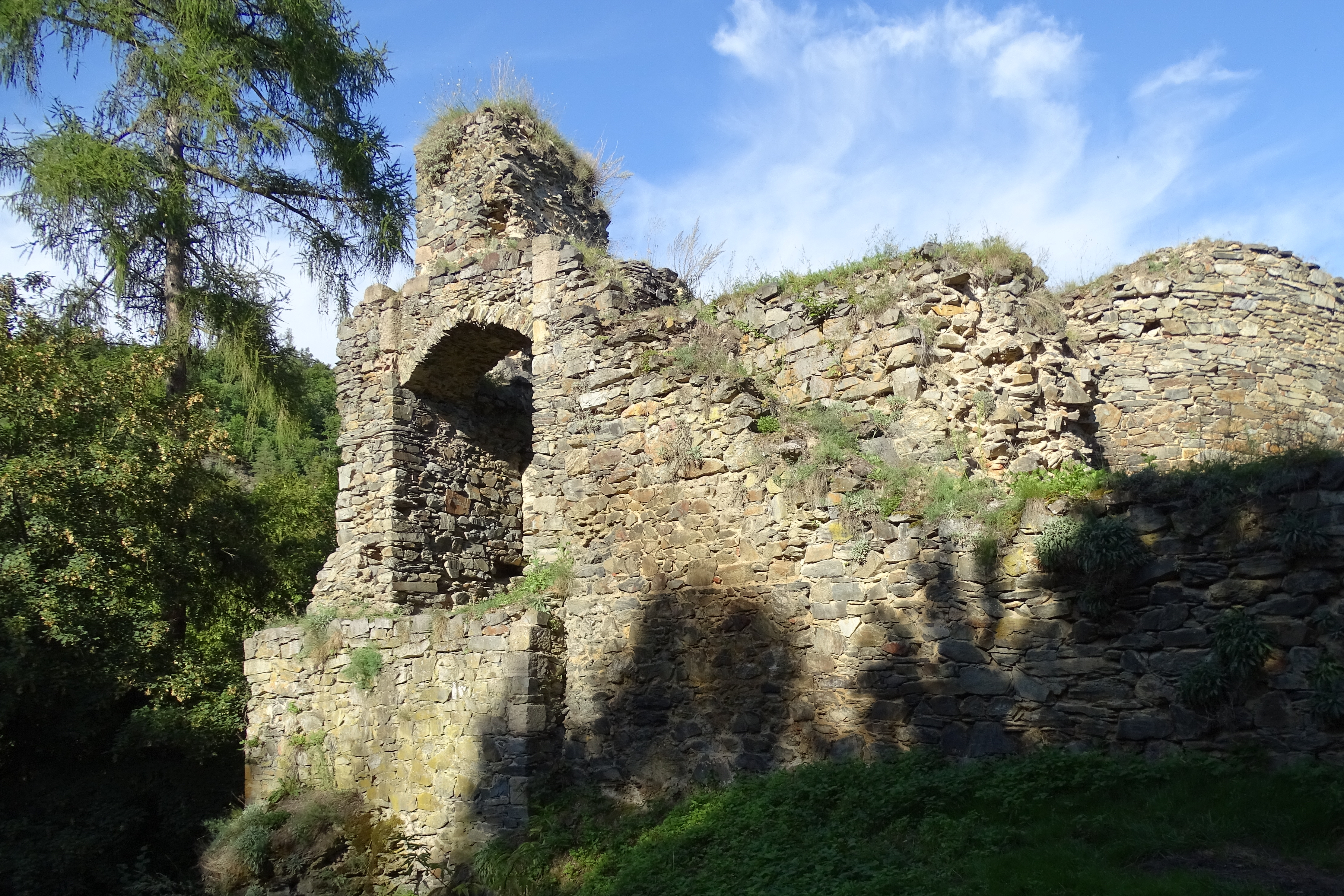
Hradní brána

Hrad založili páni z Krašova, kteří pocházeli z rozrodu Hroznatovců. Za zakladatele bývá považován Jetřich, který roku 1232 použil přídomek z Krašova. Hrad by v tom případě založil někdy před tímto rokem, a Krašov by tak patřil k nejstarším šlechtickým hradům v Čechách. Podle Dobroslavy Menclové se Jetřichův přídomek vztahuje k podhradní vsi a zakladatelem hradu byl Sezima z Krašovic (podle Krašovic u Kaznějova) zmiňovaný roku 1269 a podruhé v roce 1284, tentokrát s přídomkem z Krašova.
Sezema z Krašova († 1284) měl čtyři syny, z nichž Sezema založil hrad Vrtbu, Racek Bělou, Jetřich zdědil Krašovice a Krašov dostal Bušek. Časem Krašov přenechal svému synovi Vilémovi a sám roku 1339 sídlil na Pušperku. Bušek nebo Vilém Krašov prodal Vilémovi Švihovskému z Rýzmberka. Majitelé hradu v následujících desetiletích jsou neznámí. August Sedláček předpokládal, že podle podacího práva ke kostelu svatého Mikuláše ve Všehrdech roku 1363 patřil bratrům Břeňkovi a Půtovi Švihovským z Rýzmberka, kteří jej koncem sedmdesátých let čtrnáctého století prodali Albrechtovi z Kolovrat. Zázemí hradu tehdy tvořily vsi Bohy, Borek, Kozojedy, Milíčov a Rakolusky. Funkci purkrabího na hradě vykonávali jakýsi Vítek (1377), Albert Polák (1382) a Vaniš (1383). Ze čtyř Albrechtových synů Krašov roku 1392 zdědil Albrecht mladší z Kolovrat. Od roku 1403 však sídlil na Libštejně a Krašov spravovali purkrabí Jan ze Svinné (1411, 1412) a Racek ze Švamberka (1413), příslušník nevýznamné bušovicko-střapolská větve rodu pánů ze Švamberka.

### Patnácté až sedmnácté století

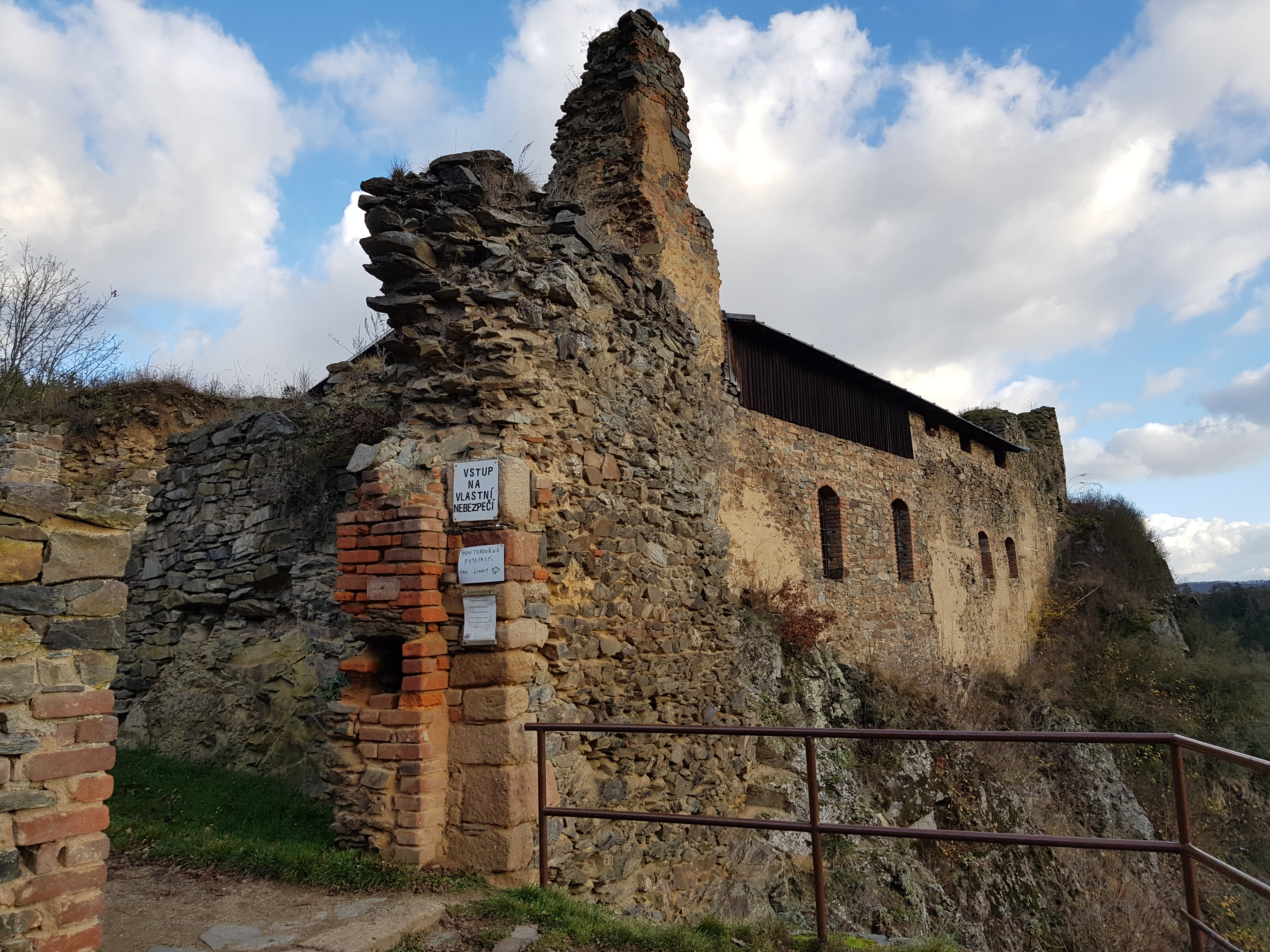
Vstup do hradního jádra

Po smrti Albrechta mladšího se jeho synové před rokem 1416 rozdělili o majetek a Krašov připadl Hanušovi z Kolovrat. Hanuš stál během husitských válek na katolické straně. Roku 1425 oblehlo husitské vojsko jeho hrady Žebrák a Točník a zároveň plenilo vesnice v okolí Krašova. Samotný Krašov se husité dobýt nepokusili. Hrad dále přešel na Hanuše II., který sídlil na Zbirohu a na Krašově měl okolo roku 1462 purkrabího Jindřicha Hnáta. Hanušův syn Albrecht Libštejnský z Kolovrat hrad v roce 1485 prodal Jetřichovi Bezdružickému z Kolovrat. Jetřich zemřel okolo roku 1508 a za jeho nezletilého syna Jana spravoval dědictví Jiří Bezdružický z Kolovrat. Na Krašově jej v roce 1510 zastupoval Nykl z Raichau. Po dosažení dospělosti se majetku ujal Jan, ale v roce 1526 padl v bitvě u Moháče. Zůstal po něm nezletilý syn Jetřich, jehož poručníci Krašov prodali za 3 250 kop míšeňských grošů Mikuláši Svitákovi z Landštejna. Prodej se uskutečnil v roce 1529 a k hradnímu panství patřilo městečko Kozojedy a vsi Milíčov, Březsko, Třímany, Rakolusky, Borek a Bohy.

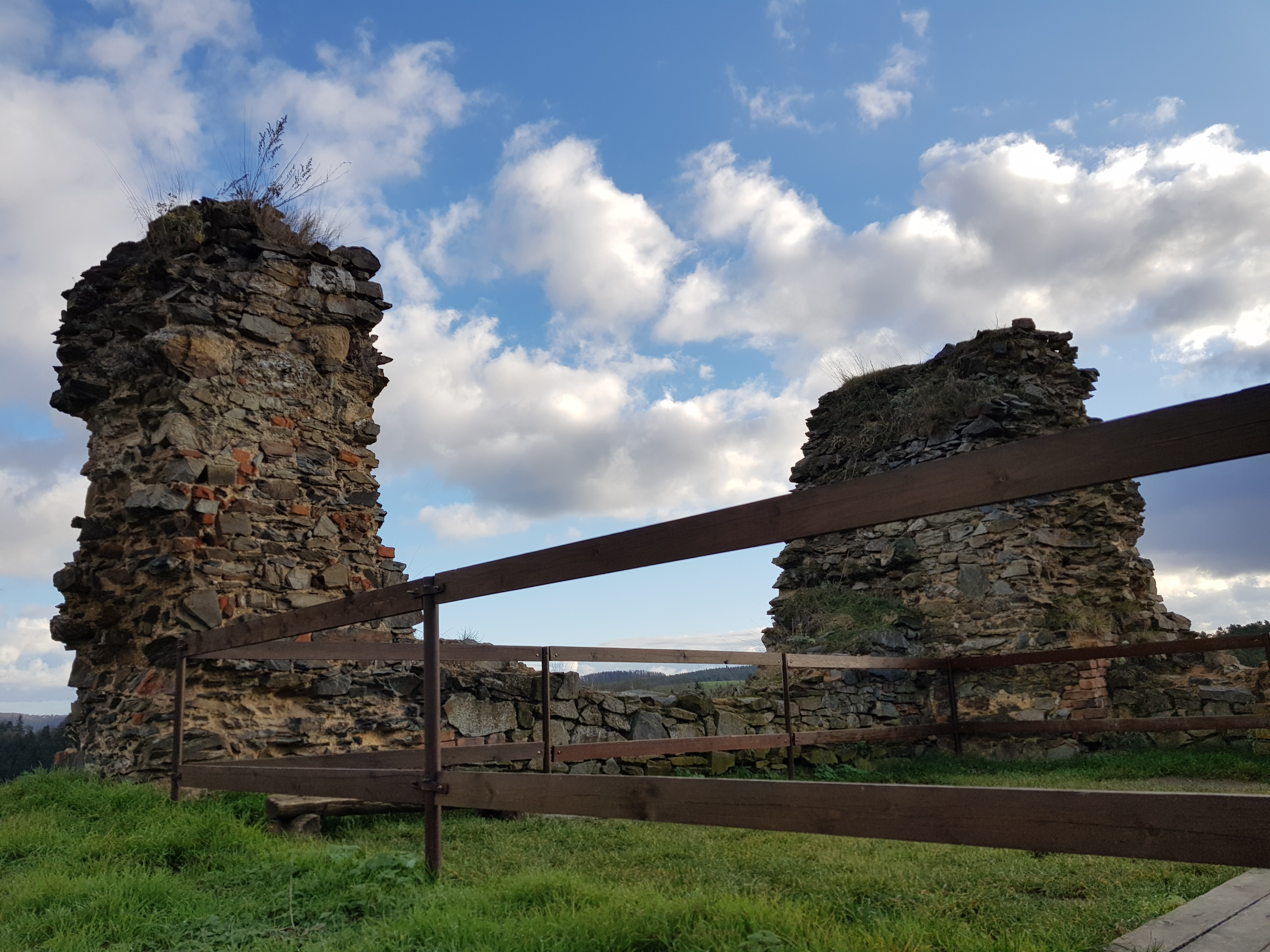
Vyhlídková plošina v nejvyšší části hradního jádra

Někdy po roce 1526 byl hrad přestavěn na renesanční zámek. Mikuláš Sviták byl ženatý s Žofií Krakovskou z Kolovrat, ale neměli děti. Mikuláš proto Krašov roku 1534 odkázal svému bratrovi Vilému Svitákovi, který byl jako majitel poprvé zmíněn v roce 1538. O tři roky později zapsal na Krašově věno své manželce Kateřině ze Solopisk. Zemřel před rokem 1543 a vdova potom spravovala panství za nezletilého syna Viléma. V tom ji podporoval Jan Mladota ze Solopisk, snad její bratr, který se v té době psal seděním na Krašově. Kateřinina správa trvala nejméně do roku 1558. Když panství převzal Vilém, začal postupně odprodávat jeho části. Nejprve prodal svůj díl vsi Hlineč Šebestiánovi Lažanskému z Bukové na Chříči, roku 1576 Milíčov a Břízsko a v roce 1589 také Ostrovec králi Rudolfovi II. Zbytek panství roku 1572 odkázal své manželce Barboře z Rabštejna, ale o čtyři roky později Krašov prodal Jindřichu Grafingerovi ze Saleku. Ten byl hradním pánem v roce 1587, ale nebyl schopný zaplatit kupní cenu, a proto se panství vrátilo zpět Vilému Svitákovi. Ten kvůli velkým dluhům roku 1589 Krašov znovu prodal, tentokrát Ferdinandu Ronšperkovi z Držkovic. Ani on ale nedokázal panství udržet a v roce 1595 nebo 1596 je za 27 500 kop míšeňských grošů přenechal Jeronýmovi staršímu Hrobčickému z Hrobčic.
Jeroným Hrobčický krátce poté zemřel a roku 1600 se jeho čtyři žijící synové rozdělili o pozůstalost. Krašov a Slatina připadly Karlu Vratislavovi Hrobčickému. Bezdětný Karel Vratislav odkázal veškerý majetek svému nejmladšímu bratrovi Zdislavu Albrechtovi Hrobčickému na Manětíně. Zemřel někdy na přelomu let 1614–1615 a o několik týdnů později dosáhl plnoletosti Zdislav Albrecht. Odměnil poručníky, ale krátce potom také zemřel, a Krašov tak získal nejstarší bratr Jan Vilém Hrobčický, který celé panství 26. července 1616 prodal Heleně Regině Příchovské, rozené Úlické z Plešnic. Ta panství roku 1617 postoupila svému manželovi Petrovi Jiřímu Příchovskému z Příchovic, který roku 1631 Krašov prodal za 32 tisíc kop míšeňských grošů Janu Davidovi Boryňovi ze Lhoty.

### Po třicetileté válce

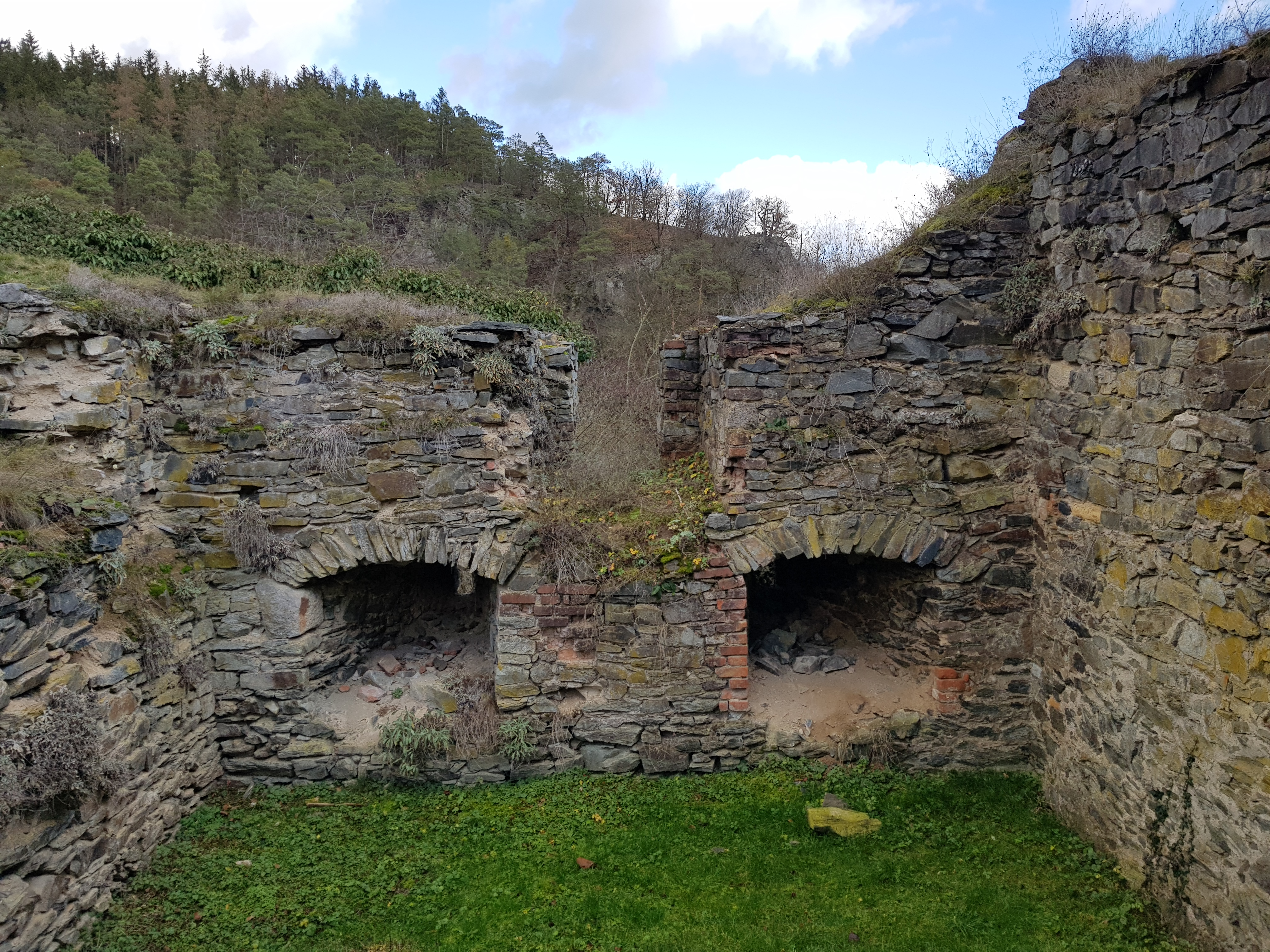
Výklenky střílnovitých oken v suterénu paláce z první poloviny třináctého století v severovýchodním nároží hradního jádra

Během třicetileté války okolí hradu plenili Švédové. Jan David se snad proto zadlužil, a 2. srpna 1639 zámek prodal za 16 866 zlatých Janu Grefovi z Grefenberka a jeho zeťovi Františku Miseronimu z Lisonu. Podle popisu ve smlouvě byly na panství Kozojedy pusté a spálené, Třímany, Bohy a Rakolusky částečně pobořené. Zámek však vojenským aktivitám odolal. František Miseroni se stal jediným majitelem panství, k jehož obyvatelům byl velmi tvrdý. Zemřel roku 1656, kdy jej údajně u Kozojed postřelil syn kováře z Lednice. Vdova Anna Splendida měla podle pověsti po zprávě o manželově smrti zabít své nejmladší dítě a sama skočit z hradní skály. Historické prameny ji však roku 1656 uvádějí jako poručnici svých dětí Norberta Adolfa a Jana Augustina.
V roce 1676 Norbert Adolf prodal svou část krašovského panství (Třímany s krčmou) Vojtěchu Hynkovi Týřovskému z Ensidle na Chříči. Zbytek koupil o dva roky později za 27 500 zlatých plaský opat Benedikt Engelken a připojil jej ke klášternímu panství. Okolo roku 1700 byl Krašov údajně pustý, ale ve skutečnosti jej klášter udržoval až do svého zrušení v roce 1785. Bydlel na něm polesný a klíčník a mniši jej využívali k příležitostným pobytům. Proběhly také nevelké barokní úpravy. Na zámku se tehdy nacházely dvě kaple, refektář, kuchyně a 27 obytných místností. Po zrušení kláštera hrad spravoval náboženský fond, jehož administrátoři rozhodli o poboření hradu. Jeho část byla rozebrána na stavební materiál, z něhož byl opravován dvůr Rohy a zbytek si mohli koupit sedláci z okolí. Okolo roku 1800 byl Krašov zříceninou.
Od roku 1931 o zříceninu pečuje Spolek pro záchranu hradu Krašova a nástupnický Spolek pro ochranu přírodní rezervace a hradu Krašov. V šedesátých letech dvacátého století spolek prováděl kontroverzní stavební úpravy, které vyvolaly nutnost provést v letech 1970–1971 archeologický výzkum.

## Stavební podoba

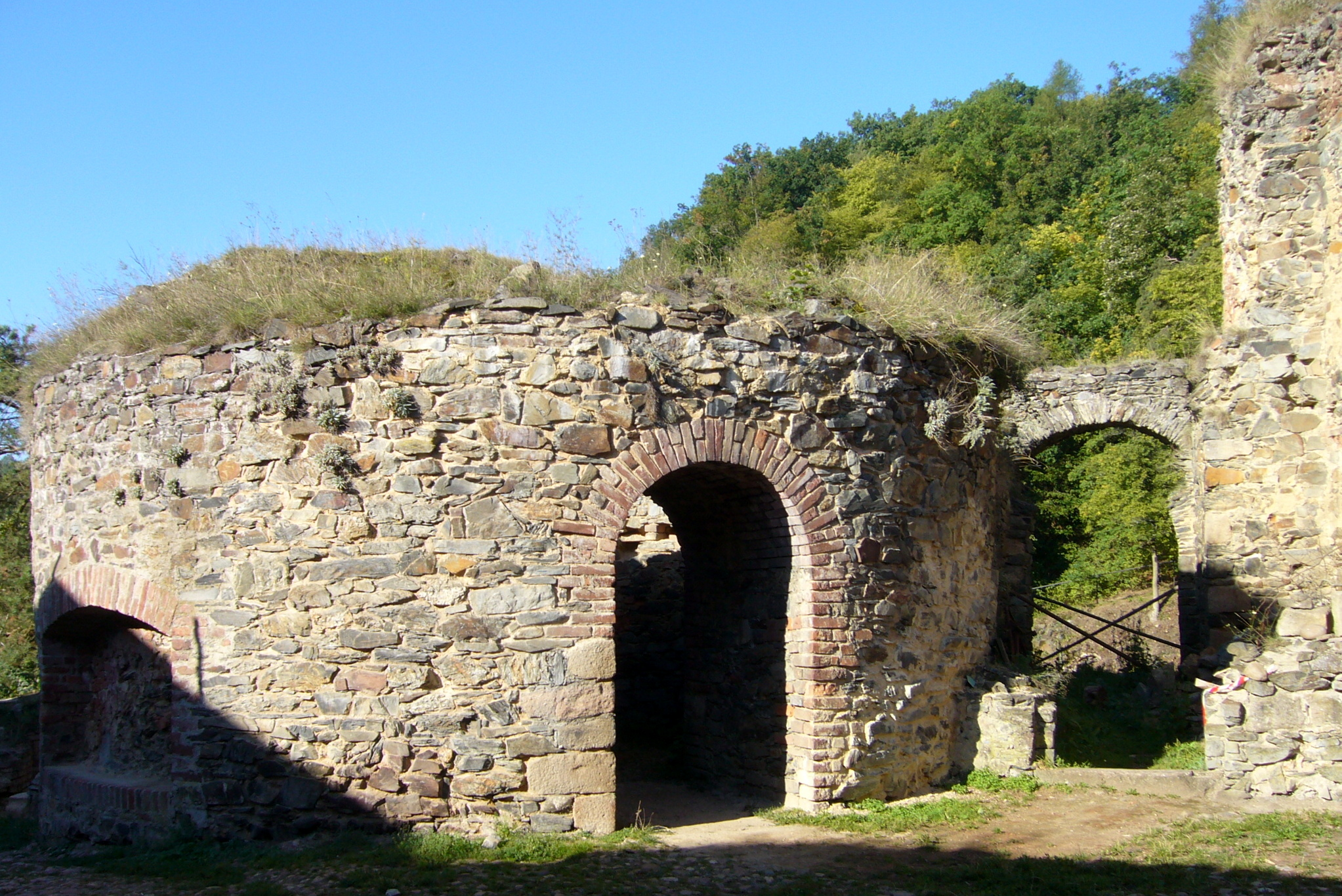
Torzo bergfritu

Původní podobu předhradí neznáme. Hradní jádro bylo dvojdílné. V přední části byla původně cisterna na vodu. Zadní část jádra chránila mohutná hradba a na přístupové straně věžice s břitem, která zde nahradila bergfrit. Na nejlépe chráněné východní straně jádra stál malý palác.
Už ve druhé polovině třináctého století došlo k rozšíření přední části jádra, protože se nacházelo níže než předhradí. Byla postavena silná obvodová hradba a okrouhlý bergfrit. Později byl v zadní části jádra přistavěn palác a v nároží mezi paláci věžovitá stavba.
Ve druhé polovině patnáctého století bylo vzhledem k rozvoji palných zbraní nově opevněno předhradí. Chránil je mohutný val s dnes zaniklou bateriovou věží. Severně od hradu, na levém břehu potoka, vznikla na nebezpečné výšině předsunutá bašta. Kromě dalších staveb je v předhradí doložen hradní pivovar, spilka, sladovna, kovárna, krčma, cihelna, lázeň a níže pod hradem mlýn.
Předsunutá bašta s nachází v nejvyšším bodě okraje planiny nad Brodeslavským potokem, který výrazně převyšuje ostrožnu s hradem. Od okolního terénu baštu odděluje půlkruhový příkop, částečně vysekaný ve skále. Před příkopem se nachází nízký val. Naproti tomu val samotné bašty v čele dosahuje výšky čtyř metrů a směrem dozadu se snižuje. Na straně obrácené ke hradu baštu vymezovala pouze zídka postavená nejspíše bez použití malty.

## Okolí hradu
V okolí hradu se rozkládá přírodní rezervace Krašov, která je součástí přírodního parku Hřešihlavská. Z Bohů na hrad vede žlutě značená turistická trasa. Cesta je dlouhá dva kilometry. Nejbližší železniční zastávka Kožlany je vzdálená deset kilometrů. Z hradeb je výhled na údolí Berounky.   